# Line Islands (Antarktika)
Die Line Islands (in Argentinien Islotes Línea) sind eine kleine Inselgruppe vor der Fallières-Küste des Grahamlands auf der Antarktischen Halbinsel. Sie liegen zwischen Horseshoe Island und dem Camp Point.
Teilnehmer der British Graham Land Expedition (1934–1937) unter der Leitung des australischen Polarforschers John Rymill kartierten sie erstmals. Das UK Antarctic Place-Names Committee benannte sie 1971 deskriptiv, da die Inselgruppe einer Inselkette auf einer Linie aufgereihter Inseln gleichkommt.